# Țețchea
Țețchea è un comune della Romania di 3 059 abitanti, ubicato nel distretto di Bihor, nella regione storica della Transilvania.
Il comune è formato dall'unione di 4 villaggi: Hotar, Subpiatră, Telechiu, Țețchea.